# Речки 1 (Псковская область)
Ре́чки 1 — деревня в Карамышевской волости Псковского района Псковской области России.
Расположена в 2 км к северо-востоку от волостного центра, села Карамышево, и в 28 км к востоку от Пскова. В 0,5 км к востоку находится деревня Речки 2.